# Vive la Fête
Vive la Fête es un grupo de música electrónica procedente de Bélgica, que fue fundado en 1997. Está compuesto por la pareja de Danny Mommens (voz y guitarra) y Els Pynoo (voz).
Su nombre en francés significa: “Viva la fiesta”.

## Biografía
La banda inició sus grabaciones en la misma casa de la pareja, concretamente en el comedor. Con influencias de grupos musicales del género new wave (tales como New Order, The Cure, Sisters of Mercy) y algo de antiguo punk (Iggy Pop, Stooges),  Els Pynoo y Danny Mommens grabaron su primer álbum titulado: "Je ne veux pas" producido por el sello Kinky Star Records. Si bien el CD no llegó a ser muy popular, tuvo éxito dentro del circuito underground y quizás fue aquello lo que los impulsó a continuar grabando. “Attaque surprise”, álbum sacado en el año 2000, fue su primer éxito. En 2003 lanzaron "Nuit blanche" que captó no solo la atención del Viejo Continente, sino también de parte de América.
El famoso diseñador de moda Karl Lagerfeld los ha incluido en más de una ocasión en uno de sus espectáculos realizados en New York y París, lo que ha contribuido a su popularidad.

## Discografía

### Álbumes
| Título               | Detalles del álbum                                                                                     | Puestos en las listas | Puestos en las listas | Puestos en las listas |
| Título               | Detalles del álbum                                                                                     | BEL (FL)              | BEL (WA)              | NL                    |
| -------------------- | --- | --------------------- | --------------------- | --------------------- |
| Attaque surprise     | - Publicado: 2000 - Discográfica: Surprise Records - Formato: CD                                       | —                     | —                     | —                     |
| République populaire | - Publicado: 2001 - Discográfica: Surprise Records - Formato: CD                                       | —                     | —                     | —                     |
| Nuit blanche         | - Publicado: 28 de abril de 2003 - Discográfica: Surprise Records - Formatos: CD, LP, descarga digital | 10                    | —                     | —                     |
| Grand Prix           | - Publicado: 23 de mayo de 2005 - Discográfica: Surprise Records - Formato: CD, LP, descarga digital   | 4                     | 71                    | 75                    |
| Jour de chance       | - Publicado: 8 de junio de 2007 - Discográfica: UWe - Formato: CD                                      | 15                    | 61                    | —                     |
| Disque d'or          | - Publicado: 8 de junio de 2009 - Discográfica: Firme de Disque - Formatos: CD, descarga digital       | 27                    | 96                    | —                     |
| Produit de Belgique  | - Publicado: 11 de mayo de 2012 - Discográfica: Firme de Disque - Formatos: CD, descarga digital       | 48                    | 133                   | —                     |
| 2013                 | - Publicado: 26 de abril de 2013 - Discográfica: Firme de Disque - Formatos: CD, descarga digital      | 70                    | 139                   | —                     |

### Otros
| Título            | Detalles del álbum | Puestos en las listas |
| Título            | Detalles del álbum | BEL (FL)              |
| ----------------- | --- | --------------------- |
| Attaque populaire | - Publicado: diciembre de 2003 - Tipo: Álbum recopilatorio - Discográfica: Surprise Records - Formato: LP              | —                     |
| Vive les remixes  | - Publicado: 1 de agosto de 2006 - Tipo: Álbum Remix - Discográfica: Surprise records - Formatos: CD, descarga digital | —                     |
| 10 ans de fête    | - Publicado: 8 de diciembre de 2008 - Tipo: Álbum recopilatorio - Discográfica: Firme de Disque - Formato: CD          | 83                    |

### EP
- Paris - Je Ne Veux Pas (Kinky Star, 1998)
- Tokyo (Surprise Records, 2000)
- Schwarzkopf Remix (Surprise Records, 2004)
- La Vérité (Surprise Records, 2006)